# Hérode et Mariamne

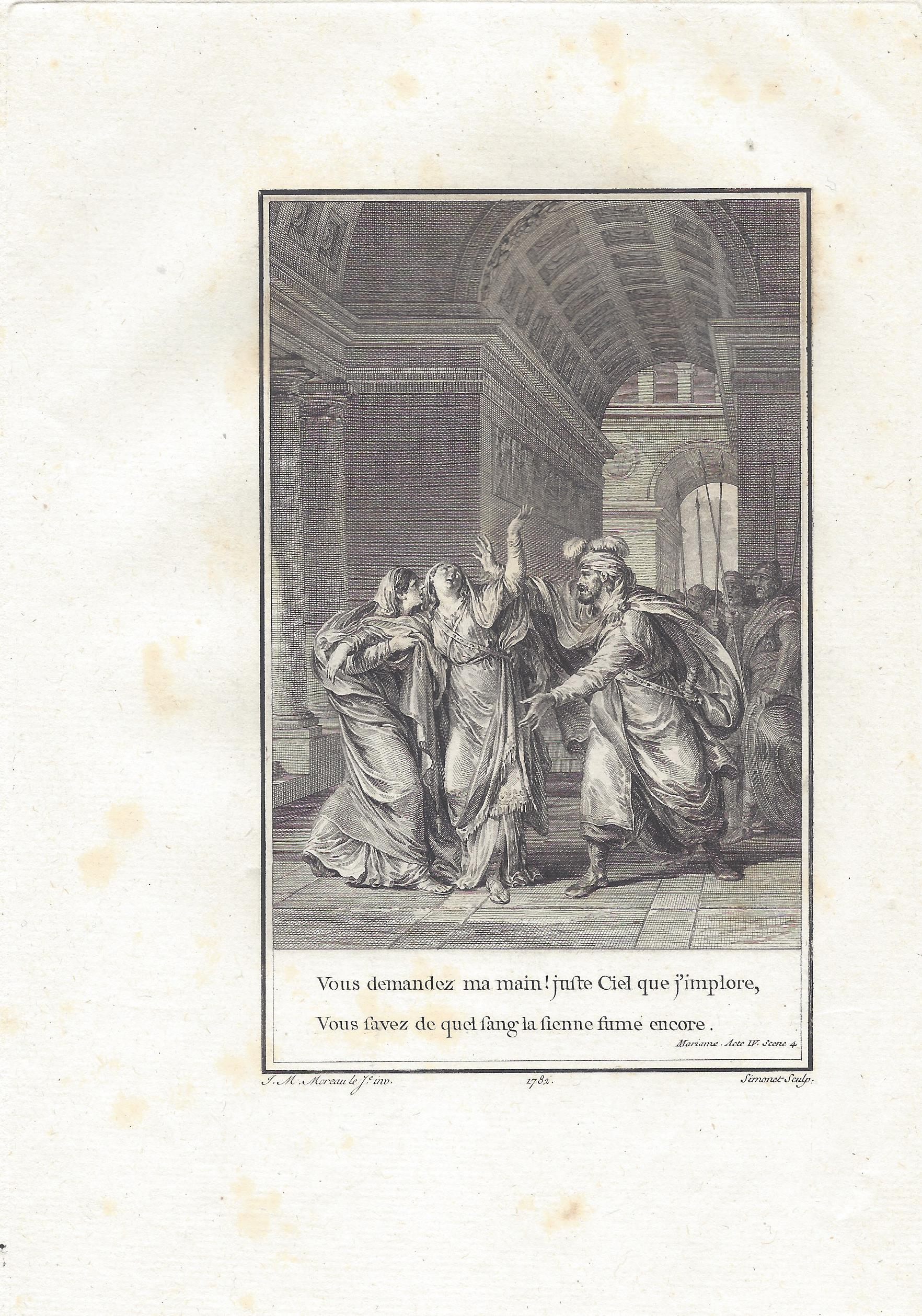
Jean-Michel Moreau: Illustration zur Mariamne 1782

Hérode et Mariamne ist eine Tragödie in fünf Aufzügen von Voltaire. Das Stück wurde 1725 nach Umarbeitungen unter diesem Titel gedruckt. Ein Jahr zuvor wurde es am 6. März 1724 unter dem Titel Mariamne in Paris uraufgeführt.

## Handlung
Voltaire entnahm den Stoff der Handlung dem 15. Buch der Jüdischen Altertümer des Flavius Josephus. Hérode et Mariamne ist damit weniger ein religiöses als ein historisches Drama. Hérode ermordet seine Frau Mariamne, da er sie verdächtigte, mit Sohême, dem König von Solime, ein Komplott zu schmieden. Die erste Fassung des Stückes verfasste er im Frühling 1723 in Rouen und auf dem Château de la Rivière-Bourdet. Sie wurde unter dem Titel Mariamne am 6. März 1764 im Théâtre français uraufgeführt. 1725 ersetzte Voltaire die Figur des Sohême durch die des Varus, Prätor von Syrien.

## Zeitgenössische Rezeption
Die erste Fassung Mariamne fand nur mäßigen Anklang. Voltaire zog das Stück daher nach einer einzigen Aufführung zurück. Erst nach einer Überarbeitung und unter dem neuen Titel Hérode und Mariamne wurde es am 25. April 1725 wieder in den Spielplan aufgenommen. Dem gedruckten Stück fügte Voltaire ein zwanzigseitiges Vorwort hinzu, in dem er auf die Kritikpunkte der ersten Fassung einging. In der Neufassung erscheinen die Charaktere der Hauptfiguren reflektierter und differenzierter. Der Gifttod er Mariamne auf der Bühne wird in der Überarbeitung nur noch rezitiert. Der Neuaufführung und ihrer 26 Wiederholungen schlossen sich drei Parodien an: die Quatre Mariamnes von Louis Fuzelier, Le mauvais ménage von Legrand et Dominique und die Huit Mariamnes von Alexis Piron. In seiner Rezension im Journal III vom 10. April 1725 lobte Marais Voltaire für das Stück als unseren besten Dichter.

## Aufführungen und Drucklegung
Die Pariser Uraufführung der Mariamne fand am 6. März 1724 im Théâtre français mit Adrienne Lecouvreur in der Titelrolle statt.
Voltaire ließ das Stück 1725 bei Pissot und Flahault drucken.

## Erste Ausgaben
- Hérode et Mariamne. Noel Pissot und Francois Flahault, Paris 1725 (books.google.de).